# Aethalopteryx masai
Aethalopteryx masai és una espècie de lepidòpter ditrisi de la família dels còssids (Cossidae) que habita a Kenya.